# Ili-Ishar
Ili-Ishar o també Ili-Išar va ser un governador de la ciutat-estat de Mari, a l'antiga Mesopotàmia entre els anys 2084 aC i 2072 aC, després que hagués caigut l'Imperi d'Accad. El seu pare era Apilkin, i el seu germà es deia Tura-Dagan, que el va succeir.
Portava el títol de shakkanakku que tenien tots els prínceps del regne de Mari ses de finals del tercer mil·lenni aC fins a principis del segon mil·lenni aC. Va ser contemporani de la Tercera dinastia d'Ur, i amb la ciutat d'Ur tenia molt bones relacions, tot i que potser eren de vassallatge.
S'han trobat a Mari diverses inscripcions amb el seu nom, i una d'elles diu: Ili-Ishar, shakkanakku de Mari ha portat (les aigües) del riu Khabur fins a la Porta de Mer".